# يوجينيا مانيوكوفا
يوجينيا مانيوكوفا (الروسية: Манюкова, Евгения Александровна) مواليد 17 مايو 1968 في موسكو، هي لاعبة كرة مضرب روسية سابقة بدأت مسيرتها كمحترفة سنة 1989 وكانت تلعب باليد اليمنى، اعتزلت اللعب في مايو 1996. كما أنها إحدى بطلات الجراند سلام. أعلى تصنيف لها في الفردي كان المركز الـ 66 في سنة 1992. أعلى تصنيف لها في الزوجي كان المركز الـ 18 في سنة 1994. سبق أن شاركت في دورة الألعاب الأولمبية الصيفية.

## بطولات حققتها
- دورة رولان غاروس الدولية

## النهائيات

### الزوجي المختلط (الألقاب 1)
| الحصيلة | السنة | البطولة                  | الأرضية | الشريك           | المنافس في النهائي    | النتيجة في النهائي |
| الفوز   | 1993  | دورة رولان غاروس الدولية | ترابية  | أندريه أولهوفسكي | إلنا رايناخ داني فيسر | 6–2, 4–6, 6–4      |

## روابط خارجية
- يوجينيا مانيوكوفا على موقع رابطة محترفات التنس (الإنجليزية)
- يوجينيا مانيوكوفا على موقع الاتحاد الدولي لكرة المضرب (الإنجليزية)
- يوجينيا مانيوكوفا على موقع كأس بيلي جين كينغ (الإنجليزية)
- يوجينيا مانيوكوفا على موقع خلاصة التنس.كوم (الإنجليزية)
- يوجينيا مانيوكوفا على موقع اللجنة الأولمبية الدولية (الإنجليزية)
- يوجينيا مانيوكوفا على موقع أوليمبيديا (الإنجليزية)